# 三ツ沢中町
三ツ沢中町（みつざわなかまち）は、神奈川県横浜市神奈川区の町名。「丁目」のない単独行政地名。住居表示実施済み区域。

## 地理
神奈川区の南西部に位置し、三ツ沢地区の北側中部にある。東に三ツ沢下町、南東に三ツ沢東町、南に三ツ沢南町、西に三ツ沢上町、北に神大寺と接している。

## 歴史

### 沿革
- 1932年（昭和7年）1月1日 - 青木町の一部を分離し、三ツ沢中町を新設。横浜市神奈川区三ツ沢中町となる[6]。
- 1961年（昭和36年）2月16日 -  反町地区の土地区画整理事業に伴い[7]、三ツ沢中町の一部を三ツ沢下町へ編入。
- 1970年（昭和45年）6月1日 - 三ツ沢地区の住居表示の実施に伴い、三ツ沢中町の一部を神大寺町へ編入。三ツ沢下町の一部を三ツ沢中町に編入。三ツ沢上町との境界を変更[8]。

## 世帯数と人口
2025年（令和7年）6月30日現在（横浜市発表）の世帯数と人口は以下の通りである。
| 町丁       | 世帯数    | 人口    |
| ---------- | --------- | ------- |
| 三ツ沢中町 | 1,862世帯 | 3,351人 |

### 人口の変遷
国勢調査による人口の推移。
| 年                 | 人口  |
| ------------------ | ----- |
| 1995年（平成7年）  | 2,718 |
| 2000年（平成12年） | 3,153 |
| 2005年（平成17年） | 3,000 |
| 2010年（平成22年） | 3,042 |
| 2015年（平成27年） | 3,058 |
| 2020年（令和2年）  | 3,267 |

### 世帯数の変遷
国勢調査による世帯数の推移。
| 年                 | 世帯数 |
| ------------------ | ------ |
| 1995年（平成7年）  | 1,170  |
| 2000年（平成12年） | 1,432  |
| 2005年（平成17年） | 1,405  |
| 2010年（平成22年） | 1,529  |
| 2015年（平成27年） | 1,627  |
| 2020年（令和2年）  | 1,784  |

## 学区
市立小・中学校に通う場合、学区は以下の通りとなる（2024年11月時点）。
| 番・番地等 | 小学校               | 中学校             |
| ---------- | -------------------- | ------------------ |
| 全域       | 横浜市立三ツ沢小学校 | 横浜市立松本中学校 |

## 事業所
2021年（令和3年）現在の経済センサス調査による事業所数と従業員数は以下の通りである。
| 町丁       | 事業所数 | 従業員数 |
| ---------- | -------- | -------- |
| 三ツ沢中町 | 68事業所 | 680人    |

### 事業者数の変遷
経済センサスによる事業所数の推移。
| 年                 | 事業者数 |
| ------------------ | -------- |
| 2016年（平成28年） | 74       |
| 2021年（令和3年）  | 68       |

### 従業員数の変遷
経済センサスによる従業員数の推移。
| 年                 | 従業員数 |
| ------------------ | -------- |
| 2016年（平成28年） | 447      |
| 2021年（令和3年）  | 680      |

## 交通
- 国道1号（横浜新道）

## 施設
- 横浜市立三ツ沢小学校
- 曹洞宗陽光院（三ツ沢上町の市営三ツ沢墓地に隣接する）
- 神奈川警察署 三ツ沢交番
- 横浜三ッ沢郵便局[18]

## その他

### 日本郵便
- 郵便番号 : 221-0851[3]（集配局：神奈川郵便局[19]）

### 警察
町内の警察の管轄区域は以下の通りである。
| 番・番地等 | 警察署       | 交番・駐在所 |
| ---------- | ------------ | ------------ |
| 全域       | 神奈川警察署 | 三ツ沢交番   |